# Schloss Schönleiten

Herz-Jesu-Logo

Das Schloss Schönleiten, auch Heilmayergut genannt, ist heute ein Missionshaus und Privatgymnasium mit Öffentlichkeitsrecht der Herz-Jesu-Missionare. Es verfügt auch über ein Internat.
Ursprünglich war es ein Gutshof im Ortsteil Liefering in Salzburg.
Es liegt in der Nähe des Europarks und der Christian-Doppler-Klinik. Durch die Lage an der Salzburger S-Bahn und der Autobahn A1 ist es leicht erreichbar.

## Geschichte

### Entstehung des Schlosses und Verwaltung unter dem Domkapitel

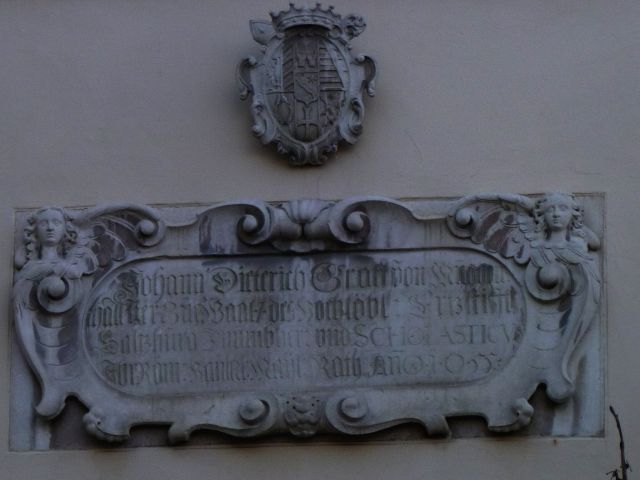
Rollwerkkartusche zur Erinnerung an Johann Dietrich von Muggenthal

In den Jahren 1645, 1647 und 1650 kauften der Salzburger Advokat Andreas Weikh und seine Frau Maria Wiserin drei aneinander liegende Bauernanwesen (Surheimergut, Esterergut und Schintlergütl) in Liefering; dazu gehörten auch noch Waldungen am Walserberg und am Krüzersberg (das ist ein Waldstück am Fuße des Untersbergs zwischen Glanegg und Fürstenbrunn).
Am 14. April 1655 erstanden die Salzburger Domherren Johann Dietrich und Karl Ferdinand, Grafen von Muggenthal, diesen Besitz, ließen die alten Gebäude niederreißen und errichteten einen Schlossbau mit einer etwa 2 m hohen Mauer und je einem Bogentor nach der Stadt- und der Dorfseite. Die zum Schloss gehörende Landwirtschaft wurde einem Meier zur Bewirtschaftung übergeben. Ein Vogelherd gehörte dazu, auf dem u. a. Krammetsvögel gefangen wurden. Die Domherren vertraten den Bischof auf Reichstagen, zudem sammelten sie eine Reihe weiterer Pfründen, die ihnen großzügige Einkünfte garantierten.
Johann Dietrich starb 1678, an ihn erinnert noch eine Rollwerkkartusche (Aufschrift: „Johann Dieterich Graf von Muggenthall, Herr zu Waal, des Hochlöbl. Ertzstifft Saltzburg Thumbherr und Scholasticus Ihr. Rom. Kayserl. May. Rath Anno 1655“) mit zwei Cherubsköpfen auf dem Turm des Gebäudes. Sein Bruder Karl Ferdinand verkaufte im folgenden Jahr den Besitz an die Salzburger Landschaft und von dieser ging es an den Erzbischof Max Gandolf von Kuenburg. Im Zuge eines Dreiecksgeschäfts wurde das Johannesschlössl vom Domkapitel an den Erzbischof abgetreten und das Schloss Schönleiten gelangte in den Besitz des Domkapitels. Die Nutznießung des Schlösschens war dem jeweiligen Domdechanten eingeräumt. Unter diesen befanden sich bedeutsame Persönlichkeiten, so etwa Wolfgang Hannibal Graf Schrattenbach (1699–1711), Leopold Anton E. Freiherr von Firmian (1713–1718), Sigmund Felix Graf Schrattenbach (1718–1728), Andreas Jakob Graf Dietrichstein (1729–1730), Leopold Ernst von Firmian (1733–1739) oder Franz Karl Eusebius von Waldburg-Friedberg und Trauchburg (1739–1746). Die vier Ecktürme des Schlosses wurden 1752 wegen Schadhaftigkeit entfernt.

### Verwaltung unter weltlichem Besitz
Nach 1767 kam das Schlösschen in weltliche Hände. Zuerst kaufte der hochfürstliche Hofrat und Bibliothecarius Johann Franz Thaddäus von Kleimayrn das Schloss. 1806 verkauften seine Erben das Gut um etwa 5000 Gulden an die Eheleute Kajetan und Magdalena Heilmayer, Besitzer der Heilmayerschen Mühle in Mülln. Aufgrund dieser Familie wurde es von der ansässigen Bevölkerung Heilmayergut genannt. Mitte des 19. Jahrhunderts diente das Schlösschen einem spanischen Prinzen als Exil.

### Erwerb durch die Herz-Jesu-Missionare und erster Schulbetrieb

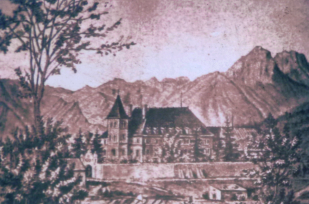
Zeichnung des Schlosses von 1888 (Pater Ilge)

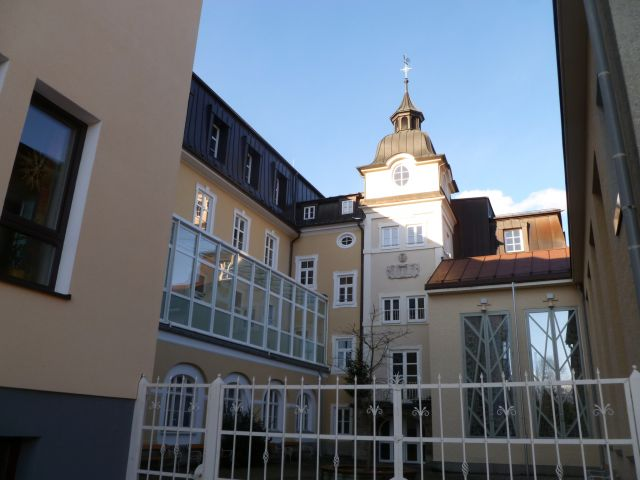
Rest des ursprünglichen Schlosses

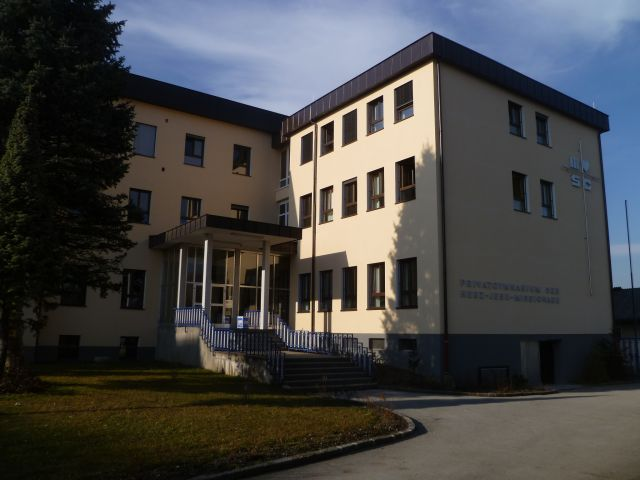
Neuer Eingang zur Schule

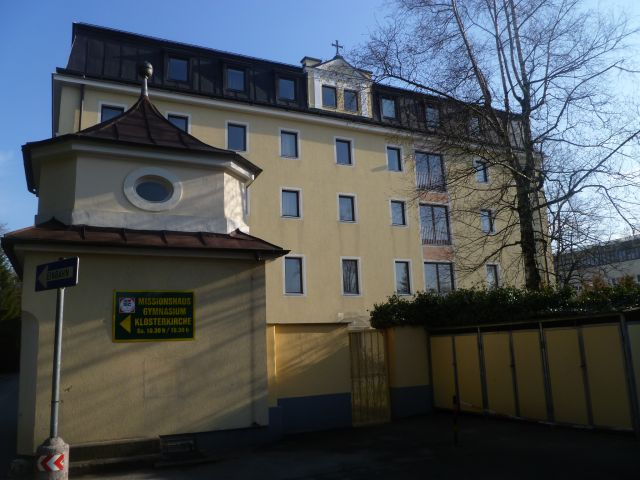
Rückseite des ehemaligen Schlosses

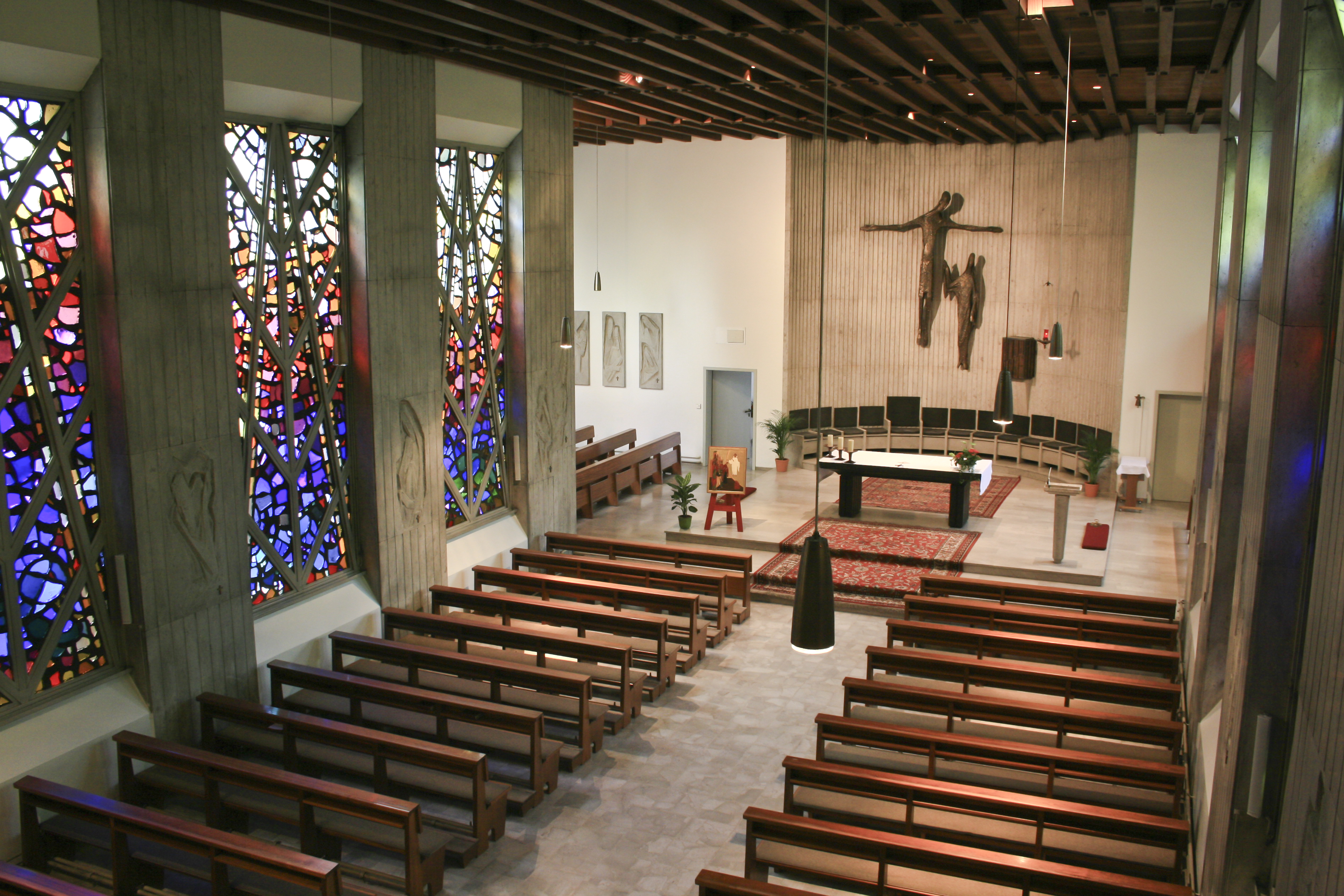
Die neue Kirche

Nachdem im Jahre 1884 Teile des Missionsgebietes der Herz-Jesu-Missionare in Melanesien und Mikronesien, darunter Neuirland und Neubritannien, unter die Verwaltung der deutschen Neuguinea-Kompanie fielen, wurde es notwendig, deutschsprachige Mitglieder für die Missionsarbeit in diesen Gebieten auszubilden. Aus diesem Grund wurden die beiden Patres Peter Barral (ein Franzose) und Johannes Ilge (ein Rheinländer) nach Deutschland ausgesandt, um dort ein neues Missionshaus zu gründen. Dieses Vorhaben scheiterte jedoch sowohl in Preußen als auch in Bayern, da die beiden aufgrund des Kulturkampfes keine staatliche Genehmigung für die Gründung eines Missionshauses erhielten. Schließlich setzten sie ihre Suche im benachbarten Österreich fort. In Salzburg wurden sie fündig, erwarben 1888 das Heilmayergut um 33000 Gulden und wandelten es in ein Kloster um. Zusätzlich wurden noch andere Grundstücke wie der Girlinghof, dort befindet sich heute die Christian-Doppler-Klinik, und ein Gut in Lengfelden, einem Ortsteil von Bergheim, erworben. Am 20. Mai 1888 feierte man die erste Messe in der Hauskapelle, weshalb dieser Tag als Gründungstag des Missionshauses in Liefering gilt. Die Patres wurden noch lange Zeit von den Lieferingern nach den vorherigen Besitzern als „Heilmayerherrn“ und die Schüler als „Heilmayerbuam“ bezeichnet.
Im November desselben Jahres begann die „Studienanstalt der Herz-Jesu-Missionare in Salzburg-Liefering“ auf rein privatrechtlicher Basis mit der Ausbildung neuer Ordensmitglieder. Wegen des Umbaues des Gutes wurden die Patres und Schüler außerhalb in Lengfelden untergebracht wurden. Von 1895 bis 1901 wurde der Schulbetrieb eingestellt. Die Schüler aus Österreich und Deutschland wurden stattdessen bis 1897 in der Ordensniederlassung in Antwerpen und von 1897 bis 1901 in der Niederlassung in Hiltrup ausgebildet.
1895 wurde eine im Renaissancestil gehaltene Klosterkirche erbaut und 1909 mit einer Orgel ausgestattet. Am 14. Dezember 1895 wurde von Titularbischof Johannes Katschthaler (1832–1914) die von Architekt Jakob Ceconi (1857–1922) gestaltete neue Kapelle des Missionshauses eingeweiht.

### Wiederaufnahme des Schulbetriebes
Um das Potenzial für Nachwuchs aus Süddeutschland und Österreich wieder besser auszunutzen, wurde der Schulbetrieb 1901 mit 19 Schülern neu gestartet. Um Platzmangel vorzubeugen, wurde 1903 ein eigenes Schulgebäude im Renaissancestil errichtet. Es wurde am 21. November 1903 durch Fürsterzbischof Johannes Katschthaler eingeweiht. 1914 wurde das Internat als Nachwuchsschule des Ordens eröffnet und 1929 noch ein weiterer Bau (Lyceum) errichtet.

### Die Zeit des Nationalsozialismus und der Zweite Weltkrieg
1938 schlossen die Nationalsozialisten die Schule. Ein Teil der Gebäude wurden mit Betonmauern und Betondecken verstärkt, das Gebäude mit einem Tarnanstrich versehen und Reste der alten Schlossmauer zugunsten einer Remise und eines Pferdestalls abgerissen. Auf einem Teil des Geländes und weiteren Grundstücken wurde ein Barackenlager für Flüchtlinge aus der Ukraine errichtet, auch im Schulgebäude wurden Ukrainer untergebracht.

### Nach dem Zweiten Weltkrieg
Aufgrund eines Namensirrtums der Amerikaner wurde nach dem Krieg dieses Lager unter dem Namen „Lager Lexenfeld“ für Flüchtlinge weiter verwendet.
Ab 1946 wurde das Gymnasium, das 1954 das Öffentlichkeitsrecht erhielt, wieder eröffnet und 1950 das Schulgebäude wieder bezogen. Die Baracken des „Lagers Lexenfeld“ wurden abgerissen und der Platz dient seitdem als Sportplatz. Im Schulgebäude wurden die Luftschutzdecken wieder entfernt. An der Stelle der Remise und des Pferdestalls errichtete man 1955/56 einen Internatsbau. 1995/96 wurde das alte Domhernnschlössl zu einem Mutterhaus für alle Herz-Jesu-Missionare umgebaut, auch für solche, die aus Altersgründen aus der Mission zurückkehren. Die Eingangspforte der Schule wurde 1972 von der Schönleitenstraße in Richtung Gartenfront verlegt.
1972/73 wurde in Verkennung der zukünftigen Entwicklung ein weiterer Internatsbau errichtet; der Internatsbetrieb wurde aus Mangel an Nachfrage zwischenzeitlich eingestellt. Bereits in den 1960er Jahren verzichtete man auf die Bedingung, dass alle Schüler einmal als Herz-Jesu-Missionare tätig würden. Auch auf das Prinzip der Selbstversorgung aus der klostereigenen Landwirtschaft wurde aus Mangel an Klostermitgliedern verzichtet und die von den Klosterbrüdern betriebenen Werkstätten wurden aufgegeben. Hingegen errichtete man für MC-Schwestern Unterkünfte und Fremdenzimmer. Im Kloster befindet sich das „Bondeko“ (Akronym aus der Lingála-Sprache für „Bund, Geschwisterlichkeit, Freundschaft“), eine österreichweite Verbindungsstelle mit der Dritten Welt.
Die ursprüngliche Klosterkirche von 1895 wurde 1967 in eine moderne Kirche nach Plänen der Salzburger Architektin Ingeborg Kromp-Schmidt umgebaut, die nach sechsmonatiger Bauzeit am 1. April 1967 durch Erzbischof Andreas Rohracher eingeweiht wurde. Diese Umbauten wurden größtenteils durch den Verkauf von Teilen des großen Grundbesitzes finanziert.